# Kungliga Akademiska Kapellet
La Kungliga Akademiska Kapellet (in svedese "regia orchestra accademica") è l'orchestra sinfonica dell'Università di Uppsala. Fondata nel 1627, è una tra le più antiche orchestre svedesi.

## Storia
Istituita dal re Gustavo II Adolfo di Svezia, le prime fonti che ne attestano l'esistenza risalgono al 1627, che è comunemente citato come l'anno di fondazione dell'orchestra. Originariamente era in prevalenza un ensemble vocale, come consuetudine nella pratica musicale dell'epoca, e con l'avvento dello stile barocco si trasformò in una formazione puramente strumentale. Il direttore d'orchestra e responsabile delle attività musicali dell'ateneo ha il titolo di director musices. Nel 1930 venne completata la costruzione di Musicum, da allora sede dell'orchestra e, fino al 1989, residenza del director musices.
Il ruolo principale dell'orchestra era quello di fornire servizi musicali nelle cerimonie accademiche e nelle feste religiose o nazionali. Nel corso del XIX secolo l'orchestra ha accumulato esperienza nell'attività musicale in pubblico, collaborando con il più recente coro dell'Università e, dagli anni 2000, con l'orchestra jazz dell'Università (UUJO). L'orchestra tiene una propria stagione di concerti e serve da orchestra sinfonica della città di Uppsala.
Il ruolo di director musices è stato ricoperto da molti importanti compositori svedesi, tra i quali Johann Christian Friedrich Haeffner, Hugo Alfvén e Lars Erik Larsson. Dal 2000 l'orchestra è diretta da Stefan Karpe.